# جي بي دي فورميس 2023
جي بي دي فورميس 2023 (بالفرنسية: Grand Prix de Fourmies 2023)‏ هو سباق دراجات هوائية، وهو الموسم التسعين من جي بي دي فورميس، وأقيم في 10 سبتمبر 2023 ضمن سباقات سلسلة سباقات الاتحاد الدولي للدراجات للمحترفين 2023.
فاز بالمركز الأول تيم ميرلير، وفاز بالمركز الثاني Gerben Thijssen ‏، وفاز بالمركز الثالث ماتيو موشيتي.

## الفرق
| فرق عالمية (9)- AG2R Citroën Team - Alpecin-Deceuninck - Cofidis - Groupama-FDJ - Intermarché-Circus-Wanty - Soudal Quick-Step - Arkéa-Samsic - Team Jayco AlUla - UAE Team Emirates فرق برو (11)- بنجوال باوليز ساوكس دبليو بي ‏ - فريق إيولو كوميت لركوب الدراجات 2023 ‏ - Human Powered Health - Israel-Premier Tech - Lotto Dstny - Q36.5 Pro Cycling Team ‏ - Team Solution Tech–Vini Fantini ‏ - سبورت فلاندرين بالويس ‏ - TotalEnergies - سويس ريسينغ أكادمي 2023 ‏ - أونو اكس برو سايكلنج تيم 2023 ‏ فرق قارية (4)- CIC U Nantes Atlantique ‏ - Nice Métropole Côte d'Azur ‏ - إتش بي بي تي بي – أوبير 93 ‏ - Van Rysel–Roubaix ‏ |  |
| |  |

## المشاركون
| Lotto Dstny LTD | Lotto Dstny LTD    | Lotto Dstny LTD |
| --------------- | ------------------ | --------------- |
| م               | عداء               | مرتبة           |
| 1               | كاليب إيوان        | لم يكمل السباق  |
| 2               | Cédric Beullens ‏   | 26              |
| 3               | فريدريك فريزون     | 109             |
| 4               | جاكوبو غوارنييري   | لم يكمل السباق  |
| 5               | Axel De Lie ‏       | 122             |
| 6               | Liam Slock ‏        | 105             |
| 7               | Jarne Van de Paar ‏ | لم يكمل السباق  |

| Alpecin-Deceuninck ADC | Alpecin-Deceuninck ADC   | Alpecin-Deceuninck ADC |
| ---------------------- | ------------------------ | ---------------------- |
| م                      | عداء                     | مرتبة                  |
| 11                     | ماثيو فان دير بيل (طريق) | 88                     |
| 12                     | يجف دي بوندت             | 121                    |
| 13                     | Fabio Van den Bossche ‏   | 74                     |
| 14                     | Senne Leysen ‏            | 79                     |
| 15                     | Lionel Taminiaux ‏        | 49                     |
| 16                     | Simon Dehairs ‏           | 47                     |
| 17                     | Siebe Roesems‏            | لم يكمل السباق         |

| Soudal Quick-Step SOQ | Soudal Quick-Step SOQ | Soudal Quick-Step SOQ |
| --------------------- | --------------------- | --------------------- |
| م                     | عداء                  | مرتبة                 |
| 21                    | Tim Declercq ‏         | 119                   |
| 22                    | فابيو جاكوبسن (طريق)  | 72                    |
| 23                    | يفيس لامارت           | 110                   |
| 24                    | تيم ميرلير            | 1                     |
| 25                    | مايكل موركوف          | 68                    |
| 26                    | فلوريان سينيشال       | 89                    |
| 27                    | Bert Van Lerberghe ‏   | 70                    |

| UAE Team Emirates UAD | UAE Team Emirates UAD | UAE Team Emirates UAD |
| --------------------- | --------------------- | --------------------- |
| م                     | عداء                  | مرتبة                 |
| 31                    | ميكيل بيرج            | 41                    |
| 32                    | ريان جيبونز           | 38                    |
| 33                    | فيليكس جروس           | 128                   |
| 34                    | ألفارو هودج           | 8                     |
| 35                    | فيجارد ستيك لاينجن    | 69                    |
| 36                    | ماتيو ترينتين         | 24                    |
| 37                    | مايكل فينك ‏           | 82                    |

| Groupama-FDJ GFC | Groupama-FDJ GFC | Groupama-FDJ GFC |
| ---------------- | ---------------- | ---------------- |
| م                | عداء             | مرتبة            |
| 41               | Fabian Lienhard ‏ | 112              |
| 42               | Enzo Paleni ‏     | 101              |
| 43               | Paul Penhoët ‏    | 5                |
| 44               | Laurence Pithie ‏ | 81               |
| 45               | مايلز سكوتسون    | لم يكمل السباق   |
| 46               | Bram Welten ‏     | 53               |
| 47               | Thibaud Gruel ‏   | لم يكمل السباق   |

| Cofidis COF | Cofidis COF       | Cofidis COF    |
| ----------- | ----------------- | -------------- |
| م           | عداء              | مرتبة          |
| 51          | بيت اليجارت       | 102            |
| 52          | بريان كوكار       | 92             |
| 53          | Christophe Noppe ‏ | 51             |
| 54          | Alexis Renard ‏    | 35             |
| 55          | Jelle Wallays ‏    | لم يكمل السباق |
| 56          | ماكس والشيد       | 18             |
| 57          | Ilan Larmet‏       | 96             |

| Team Jayco AlUla JAY | Team Jayco AlUla JAY | Team Jayco AlUla JAY |
| -------------------- | -------------------- | -------------------- |
| م                    | عداء                 | مرتبة                |
| 61                   | ديلان جروينويغن      | 13                   |
| 62                   | Luke Durbridge ‏      | لم يكمل السباق       |
| 63                   | Elmar Reinders ‏      | 60                   |
| 64                   | Kelland O'Brien ‏     | 98                   |
| 65                   | كامبل ستيوارت        | 62                   |
| 66                   | Blake Quick ‏         | لم يكمل السباق       |
| 67                   | لوكا ميزجيك          | 33                   |

| AG2R Citroën Team ACT | AG2R Citroën Team ACT | AG2R Citroën Team ACT |
| --------------------- | --------------------- | --------------------- |
| م                     | عداء                  | مرتبة                 |
| 71                    | Pierre Gautherat ‏     | 126                   |
| 72                    | Lawrence Naesen ‏      | 48                    |
| 73                    | أوليفر ناسن           | 50                    |
| 74                    | Antoine Raugel ‏       | 78                    |
| 75                    | مارك ساريو            | 14                    |
| 76                    | Bastien Tronchon ‏     | 124                   |
| 77                    | Jordan Labrosse ‏      | 125                   |

| Intermarché-Circus-Wanty ICW | Intermarché-Circus-Wanty ICW | Intermarché-Circus-Wanty ICW |
| ---------------------------- | ---------------------------- | ---------------------------- |
| م                            | عداء                         | مرتبة                        |
| 81                           | نيكولو بونيفازيو             | 6                            |
| 82                           | ايمي دي جندت                 | 93                           |
| 83                           | آرنه ماريت ‏                  | 9                            |
| 84                           | Madis Mihkels                | 57                           |
| 85                           | بابتيست بلانكايرت            | 117                          |
| 86                           | Gerben Thijssen ‏             | 2                            |
| 87                           | Roel van Sintmaartensdijk ‏   | 113                          |

| Israel-Premier Tech IPT | Israel-Premier Tech IPT | Israel-Premier Tech IPT |
| ----------------------- | ----------------------- | ----------------------- |
| م                       | عداء                    | مرتبة                   |
| 91                      | Omer Goldstein ‏         | 59                      |
| 92                      | Mason Hollyman ‏         | 87                      |
| 93                      | جياكومو نيزولو          | 21                      |
| 94                      | Jens Reynders ‏          | 55                      |
| 95                      | توم فان أسبروك          | لم يبدأ                 |
| 96                      | ريك تسابل               | 75                      |
| 97                      | Brady Gilmore ‏          | 42                      |

| Arkéa-Samsic ARK | Arkéa-Samsic ARK | Arkéa-Samsic ARK |
| ---------------- | ---------------- | ---------------- |
| م                | عداء             | مرتبة            |
| 101              | ارنو ديمار       | 7                |
| 102              | دايفيد ديكر      | 127              |
| 103              | Donavan Grondin ‏ | 80               |
| 104              | دانيال مكلاي     | 104              |
| 105              | أموري كابيو      | 114              |
| 106              | ألان ريو ‏        | لم يكمل السباق   |
| 107              | كليمنت روسو      | 106              |

| أونو-إكس موبيليتي ‏ UXT | أونو-إكس موبيليتي ‏ UXT | أونو-إكس موبيليتي ‏ UXT |
| ---------------------- | ---------------------- | ---------------------- |
| م                      | عداء                   | مرتبة                  |
| 111                    | ألكسندر كريستوف        | 4                      |
| 112                    | Søren Wærenskjold ‏     | 16                     |
| 113                    | جوناس إبراهمسين ‏       | 100                    |
| 114                    | ماركوس هانسن           | لم يكمل السباق         |
| 115                    | Erlend Blikra ‏         | لم يكمل السباق         |
| 116                    | William Blume Levy ‏    | 111                    |
| 117                    | Erik Resell ‏           | 97                     |

| TotalEnergies TEN | TotalEnergies TEN  | TotalEnergies TEN |
| ----------------- | ------------------ | ----------------- |
| م                 | عداء               | مرتبة             |
| 121               | ماسيج بودنار       | 107               |
| 122               | Emilien Jeannière ‏ | 46                |
| 123               | لورينزو مانزين     | لم يكمل السباق    |
| 124               | Sandy Dujardin ‏    | 27                |
| 125               | Jason Tesson ‏      | 10                |
| 126               | أنتوني تورجيس      | 103               |
| 127               | Lucas Boniface ‏    | لم يكمل السباق    |

| Q36.5 Pro Cycling Team ‏ Q36 | Q36.5 Pro Cycling Team ‏ Q36 | Q36.5 Pro Cycling Team ‏ Q36 |
| --------------------------- | --------------------------- | --------------------------- |
| م                           | عداء                        | مرتبة                       |
| 131                         | جاك باور                    | لم يكمل السباق              |
| 132                         | Fabio Christen ‏             | 29                          |
| 133                         | كوري ديفيس ‏                 | 20                          |
| 134                         | توبياس لودفيجسون            | 19                          |
| 135                         | Cyrus Monk ‏                 | 39                          |
| 136                         | ماتيو موشيتي                | 3                           |
| 137                         | Manuel Oioli ‏               | 54                          |

| سويس ريسينغ أكادمي ‏ TUD | سويس ريسينغ أكادمي ‏ TUD   | سويس ريسينغ أكادمي ‏ TUD |
| ----------------------- | ------------------------- | ----------------------- |
| م                       | عداء                      | مرتبة                   |
| 141                     | Sebastian Kolze Changizi ‏ | 99                      |
| 142                     | Simon Pellaud ‏            | 43                      |
| 143                     | Robin Froidevaux ‏         | 85                      |
| 144                     | Petr Kelemen ‏             | 123                     |
| 145                     | ريك بلومرز ‏               | 22                      |
| 146                     | Miká Heming ‏              | 115                     |

| إيولو كوميت ‏ EOK | إيولو كوميت ‏ EOK  | إيولو كوميت ‏ EOK |
| ---------------- | ----------------- | ---------------- |
| م                | عداء              | مرتبة            |
| 151              | Davide Bais ‏      | لم يكمل السباق   |
| 152              | بيترو بيفيلاكوا   | لم يكمل السباق   |
| 153              | Davide Piganzoli ‏ | لم يكمل السباق   |
| 154              | Javier Serrano ‏   | 17               |
| 155              | ميركو مايستري     | 31               |
| 156              | David Martin ‏     | لم يكمل السباق   |
| 157              | Samuele Rivi ‏     | 52               |

| Human Powered Health HPM | Human Powered Health HPM | Human Powered Health HPM |
| ------------------------ | ------------------------ | ------------------------ |
| م                        | عداء                     | مرتبة                    |
| 161                      | آدم دي فوس               | لم يكمل السباق           |
| 162                      | كيج هيشت                 | 120                      |
| 164                      | فيسل كرول ‏               | لم يكمل السباق           |
| 165                      | سكوت ماكجيل ‏             | 36                       |
| 166                      | Gijs Van Hoecke ‏         | 58                       |

| Team Solution Tech–Vini Fantini ‏ COR | Team Solution Tech–Vini Fantini ‏ COR | Team Solution Tech–Vini Fantini ‏ COR |
| ------------------------------------ | ------------------------------------ | ------------------------------------ |
| م                                    | عداء                                 | مرتبة                                |
| 171                                  | Antonio Barać ‏                       | لم يكمل السباق                       |
| 172                                  | Antoine Debons ‏                      | 108                                  |
| 173                                  | Nicolás Tivani ‏                      | 28                                   |
| 174                                  | Jan Stöckli ‏                         | 77                                   |
| 175                                  | Simone Olivero ‏                      | لم يكمل السباق                       |
| 176                                  | Charlie Quarterman ‏                  | لم يكمل السباق                       |
| 177                                  | Andrii Ponomar ‏                      | 40                                   |

| بنجوال باوليز ساوكس دبليو بي ‏ BWB | بنجوال باوليز ساوكس دبليو بي ‏ BWB | بنجوال باوليز ساوكس دبليو بي ‏ BWB |
| --------------------------------- | --------------------------------- | --------------------------------- |
| م                                 | عداء                              | مرتبة                             |
| 181                               | Dorian De Maeght ‏                 | 116                               |
| 182                               | Aaron Van der Beken ‏              | 84                                |
| 183                               | Luca De Meester ‏                  | 65                                |
| 184                               | Karl Patrick Lauk ‏ (طريق)         | 15                                |
| 185                               | Ludovic Robeet ‏                   | 73                                |
| 186                               | Kenneth Van Rooy ‏                 | لم يكمل السباق                    |
| 187                               | Nathan Vandepitte ‏                | 12                                |

| سبورت فلاندرين بالويس ‏ TFB | سبورت فلاندرين بالويس ‏ TFB | سبورت فلاندرين بالويس ‏ TFB |
| -------------------------- | -------------------------- | -------------------------- |
| م                          | عداء                       | مرتبة                      |
| 191                        | Ruben Apers ‏               | 30                         |
| 192                        | Lindsay De Vylder ‏         | لم يكمل السباق             |
| 193                        | Vito Braet ‏                | 25                         |
| 194                        | Tuur Dens ‏                 | لم يكمل السباق             |
| 195                        | Vince Gerits ‏              | لم يكمل السباق             |
| 196                        | Jules Hesters ‏             | لم يكمل السباق             |
| 197                        | Noah Vandenbranden ‏        | لم يكمل السباق             |

| Van Rysel–Roubaix ‏ VRL | Van Rysel–Roubaix ‏ VRL | Van Rysel–Roubaix ‏ VRL |
| ---------------------- | ---------------------- | ---------------------- |
| م                      | عداء                   | مرتبة                  |
| 201                    | توماس بودات            | 63                     |
| 202                    | Rait Ärm ‏              | 32                     |
| 203                    | Maxime Jarnet ‏         | 129                    |
| 204                    | صموئيل لورو ‏           | 66                     |
| 205                    | Jérémy Leveau ‏         | 67                     |
| 206                    | كيني مولي              | 118                    |
| 207                    | Norman Vahtra ‏         | 76                     |

| إتش بي بي تي بي – أوبير 93 ‏ AUB | إتش بي بي تي بي – أوبير 93 ‏ AUB | إتش بي بي تي بي – أوبير 93 ‏ AUB |
| ------------------------------- | ------------------------------- | ------------------------------- |
| م                               | عداء                            | مرتبة                           |
| 211                             | رودي باربير                     | لم يكمل السباق                  |
| 212                             | أنتوني مالدونادو                | 44                              |
| 213                             | Nicolas Debeaumarché ‏           | 86                              |
| 214                             | Théo Delacroix ‏                 | 45                              |
| 215                             | Flavien Maurelet ‏               | لم يكمل السباق                  |
| 216                             | Florian Rapiteau ‏               | 91                              |
| 217                             | Thomas Gachignard ‏              | 90                              |

| CIC U Nantes Atlantique ‏ UCN | CIC U Nantes Atlantique ‏ UCN | CIC U Nantes Atlantique ‏ UCN |
| ---------------------------- | ---------------------------- | ---------------------------- |
| م                            | عداء                         | مرتبة                        |
| 221                          | Enzo Boulet ‏                 | لم يكمل السباق               |
| 222                          | Noa Isidore ‏                 | 34                           |
| 223                          | Maël Guégan ‏                 | 11                           |
| 224                          | Jordan Jegat ‏                | 95                           |
| 225                          | Nolann Mahoudo ‏              | 83                           |
| 226                          | ايمانويل مورين               | 64                           |
| 227                          | Jon Rye-Johnsen ‏             | 61                           |

| Nice Métropole Côte d'Azur ‏ NMC | Nice Métropole Côte d'Azur ‏ NMC | Nice Métropole Côte d'Azur ‏ NMC |
| ------------------------------- | ------------------------------- | ------------------------------- |
| م                               | عداء                            | مرتبة                           |
| 231                             | Edouard Bonnefoix ‏              | 71                              |
| 232                             | Paul Hennequin ‏                 | 37                              |
| 233                             | Jonathan Couanon ‏               | 23                              |
| 234                             | Jean Goubert ‏                   | لم يكمل السباق                  |
| 235                             | Jean-Louis Le Ny ‏               | 94                              |
| 236                             | Julian Lino ‏                    | لم يكمل السباق                  |
| 237                             | Damien Girard (cyclist) ‏        | 56                              |

| Lotto Dstny LTD | Lotto Dstny LTD    | Lotto Dstny LTD |
| --------------- | ------------------ | --------------- |
| م               | عداء               | مرتبة           |
| 1               | كاليب إيوان        | لم يكمل السباق  |
| 2               | Cédric Beullens ‏   | 26              |
| 3               | فريدريك فريزون     | 109             |
| 4               | جاكوبو غوارنييري   | لم يكمل السباق  |
| 5               | Axel De Lie ‏       | 122             |
| 6               | Liam Slock ‏        | 105             |
| 7               | Jarne Van de Paar ‏ | لم يكمل السباق  |

| Alpecin-Deceuninck ADC | Alpecin-Deceuninck ADC   | Alpecin-Deceuninck ADC |
| ---------------------- | ------------------------ | ---------------------- |
| م                      | عداء                     | مرتبة                  |
| 11                     | ماثيو فان دير بيل (طريق) | 88                     |
| 12                     | يجف دي بوندت             | 121                    |
| 13                     | Fabio Van den Bossche ‏   | 74                     |
| 14                     | Senne Leysen ‏            | 79                     |
| 15                     | Lionel Taminiaux ‏        | 49                     |
| 16                     | Simon Dehairs ‏           | 47                     |
| 17                     | Siebe Roesems‏            | لم يكمل السباق         |

| Soudal Quick-Step SOQ | Soudal Quick-Step SOQ | Soudal Quick-Step SOQ |
| --------------------- | --------------------- | --------------------- |
| م                     | عداء                  | مرتبة                 |
| 21                    | Tim Declercq ‏         | 119                   |
| 22                    | فابيو جاكوبسن (طريق)  | 72                    |
| 23                    | يفيس لامارت           | 110                   |
| 24                    | تيم ميرلير            | 1                     |
| 25                    | مايكل موركوف          | 68                    |
| 26                    | فلوريان سينيشال       | 89                    |
| 27                    | Bert Van Lerberghe ‏   | 70                    |

| UAE Team Emirates UAD | UAE Team Emirates UAD | UAE Team Emirates UAD |
| --------------------- | --------------------- | --------------------- |
| م                     | عداء                  | مرتبة                 |
| 31                    | ميكيل بيرج            | 41                    |
| 32                    | ريان جيبونز           | 38                    |
| 33                    | فيليكس جروس           | 128                   |
| 34                    | ألفارو هودج           | 8                     |
| 35                    | فيجارد ستيك لاينجن    | 69                    |
| 36                    | ماتيو ترينتين         | 24                    |
| 37                    | مايكل فينك ‏           | 82                    |

| Groupama-FDJ GFC | Groupama-FDJ GFC | Groupama-FDJ GFC |
| ---------------- | ---------------- | ---------------- |
| م                | عداء             | مرتبة            |
| 41               | Fabian Lienhard ‏ | 112              |
| 42               | Enzo Paleni ‏     | 101              |
| 43               | Paul Penhoët ‏    | 5                |
| 44               | Laurence Pithie ‏ | 81               |
| 45               | مايلز سكوتسون    | لم يكمل السباق   |
| 46               | Bram Welten ‏     | 53               |
| 47               | Thibaud Gruel ‏   | لم يكمل السباق   |

| Cofidis COF | Cofidis COF       | Cofidis COF    |
| ----------- | ----------------- | -------------- |
| م           | عداء              | مرتبة          |
| 51          | بيت اليجارت       | 102            |
| 52          | بريان كوكار       | 92             |
| 53          | Christophe Noppe ‏ | 51             |
| 54          | Alexis Renard ‏    | 35             |
| 55          | Jelle Wallays ‏    | لم يكمل السباق |
| 56          | ماكس والشيد       | 18             |
| 57          | Ilan Larmet‏       | 96             |

| Team Jayco AlUla JAY | Team Jayco AlUla JAY | Team Jayco AlUla JAY |
| -------------------- | -------------------- | -------------------- |
| م                    | عداء                 | مرتبة                |
| 61                   | ديلان جروينويغن      | 13                   |
| 62                   | Luke Durbridge ‏      | لم يكمل السباق       |
| 63                   | Elmar Reinders ‏      | 60                   |
| 64                   | Kelland O'Brien ‏     | 98                   |
| 65                   | كامبل ستيوارت        | 62                   |
| 66                   | Blake Quick ‏         | لم يكمل السباق       |
| 67                   | لوكا ميزجيك          | 33                   |

| AG2R Citroën Team ACT | AG2R Citroën Team ACT | AG2R Citroën Team ACT |
| --------------------- | --------------------- | --------------------- |
| م                     | عداء                  | مرتبة                 |
| 71                    | Pierre Gautherat ‏     | 126                   |
| 72                    | Lawrence Naesen ‏      | 48                    |
| 73                    | أوليفر ناسن           | 50                    |
| 74                    | Antoine Raugel ‏       | 78                    |
| 75                    | مارك ساريو            | 14                    |
| 76                    | Bastien Tronchon ‏     | 124                   |
| 77                    | Jordan Labrosse ‏      | 125                   |

| Intermarché-Circus-Wanty ICW | Intermarché-Circus-Wanty ICW | Intermarché-Circus-Wanty ICW |
| ---------------------------- | ---------------------------- | ---------------------------- |
| م                            | عداء                         | مرتبة                        |
| 81                           | نيكولو بونيفازيو             | 6                            |
| 82                           | ايمي دي جندت                 | 93                           |
| 83                           | آرنه ماريت ‏                  | 9                            |
| 84                           | Madis Mihkels                | 57                           |
| 85                           | بابتيست بلانكايرت            | 117                          |
| 86                           | Gerben Thijssen ‏             | 2                            |
| 87                           | Roel van Sintmaartensdijk ‏   | 113                          |

| Israel-Premier Tech IPT | Israel-Premier Tech IPT | Israel-Premier Tech IPT |
| ----------------------- | ----------------------- | ----------------------- |
| م                       | عداء                    | مرتبة                   |
| 91                      | Omer Goldstein ‏         | 59                      |
| 92                      | Mason Hollyman ‏         | 87                      |
| 93                      | جياكومو نيزولو          | 21                      |
| 94                      | Jens Reynders ‏          | 55                      |
| 95                      | توم فان أسبروك          | لم يبدأ                 |
| 96                      | ريك تسابل               | 75                      |
| 97                      | Brady Gilmore ‏          | 42                      |

| Arkéa-Samsic ARK | Arkéa-Samsic ARK | Arkéa-Samsic ARK |
| ---------------- | ---------------- | ---------------- |
| م                | عداء             | مرتبة            |
| 101              | ارنو ديمار       | 7                |
| 102              | دايفيد ديكر      | 127              |
| 103              | Donavan Grondin ‏ | 80               |
| 104              | دانيال مكلاي     | 104              |
| 105              | أموري كابيو      | 114              |
| 106              | ألان ريو ‏        | لم يكمل السباق   |
| 107              | كليمنت روسو      | 106              |

| أونو-إكس موبيليتي ‏ UXT | أونو-إكس موبيليتي ‏ UXT | أونو-إكس موبيليتي ‏ UXT |
| ---------------------- | ---------------------- | ---------------------- |
| م                      | عداء                   | مرتبة                  |
| 111                    | ألكسندر كريستوف        | 4                      |
| 112                    | Søren Wærenskjold ‏     | 16                     |
| 113                    | جوناس إبراهمسين ‏       | 100                    |
| 114                    | ماركوس هانسن           | لم يكمل السباق         |
| 115                    | Erlend Blikra ‏         | لم يكمل السباق         |
| 116                    | William Blume Levy ‏    | 111                    |
| 117                    | Erik Resell ‏           | 97                     |

| TotalEnergies TEN | TotalEnergies TEN  | TotalEnergies TEN |
| ----------------- | ------------------ | ----------------- |
| م                 | عداء               | مرتبة             |
| 121               | ماسيج بودنار       | 107               |
| 122               | Emilien Jeannière ‏ | 46                |
| 123               | لورينزو مانزين     | لم يكمل السباق    |
| 124               | Sandy Dujardin ‏    | 27                |
| 125               | Jason Tesson ‏      | 10                |
| 126               | أنتوني تورجيس      | 103               |
| 127               | Lucas Boniface ‏    | لم يكمل السباق    |

| Q36.5 Pro Cycling Team ‏ Q36 | Q36.5 Pro Cycling Team ‏ Q36 | Q36.5 Pro Cycling Team ‏ Q36 |
| --------------------------- | --------------------------- | --------------------------- |
| م                           | عداء                        | مرتبة                       |
| 131                         | جاك باور                    | لم يكمل السباق              |
| 132                         | Fabio Christen ‏             | 29                          |
| 133                         | كوري ديفيس ‏                 | 20                          |
| 134                         | توبياس لودفيجسون            | 19                          |
| 135                         | Cyrus Monk ‏                 | 39                          |
| 136                         | ماتيو موشيتي                | 3                           |
| 137                         | Manuel Oioli ‏               | 54                          |

| سويس ريسينغ أكادمي ‏ TUD | سويس ريسينغ أكادمي ‏ TUD   | سويس ريسينغ أكادمي ‏ TUD |
| ----------------------- | ------------------------- | ----------------------- |
| م                       | عداء                      | مرتبة                   |
| 141                     | Sebastian Kolze Changizi ‏ | 99                      |
| 142                     | Simon Pellaud ‏            | 43                      |
| 143                     | Robin Froidevaux ‏         | 85                      |
| 144                     | Petr Kelemen ‏             | 123                     |
| 145                     | ريك بلومرز ‏               | 22                      |
| 146                     | Miká Heming ‏              | 115                     |

| إيولو كوميت ‏ EOK | إيولو كوميت ‏ EOK  | إيولو كوميت ‏ EOK |
| ---------------- | ----------------- | ---------------- |
| م                | عداء              | مرتبة            |
| 151              | Davide Bais ‏      | لم يكمل السباق   |
| 152              | بيترو بيفيلاكوا   | لم يكمل السباق   |
| 153              | Davide Piganzoli ‏ | لم يكمل السباق   |
| 154              | Javier Serrano ‏   | 17               |
| 155              | ميركو مايستري     | 31               |
| 156              | David Martin ‏     | لم يكمل السباق   |
| 157              | Samuele Rivi ‏     | 52               |

| Human Powered Health HPM | Human Powered Health HPM | Human Powered Health HPM |
| ------------------------ | ------------------------ | ------------------------ |
| م                        | عداء                     | مرتبة                    |
| 161                      | آدم دي فوس               | لم يكمل السباق           |
| 162                      | كيج هيشت                 | 120                      |
| 164                      | فيسل كرول ‏               | لم يكمل السباق           |
| 165                      | سكوت ماكجيل ‏             | 36                       |
| 166                      | Gijs Van Hoecke ‏         | 58                       |

| Team Solution Tech–Vini Fantini ‏ COR | Team Solution Tech–Vini Fantini ‏ COR | Team Solution Tech–Vini Fantini ‏ COR |
| ------------------------------------ | ------------------------------------ | ------------------------------------ |
| م                                    | عداء                                 | مرتبة                                |
| 171                                  | Antonio Barać ‏                       | لم يكمل السباق                       |
| 172                                  | Antoine Debons ‏                      | 108                                  |
| 173                                  | Nicolás Tivani ‏                      | 28                                   |
| 174                                  | Jan Stöckli ‏                         | 77                                   |
| 175                                  | Simone Olivero ‏                      | لم يكمل السباق                       |
| 176                                  | Charlie Quarterman ‏                  | لم يكمل السباق                       |
| 177                                  | Andrii Ponomar ‏                      | 40                                   |

| بنجوال باوليز ساوكس دبليو بي ‏ BWB | بنجوال باوليز ساوكس دبليو بي ‏ BWB | بنجوال باوليز ساوكس دبليو بي ‏ BWB |
| --------------------------------- | --------------------------------- | --------------------------------- |
| م                                 | عداء                              | مرتبة                             |
| 181                               | Dorian De Maeght ‏                 | 116                               |
| 182                               | Aaron Van der Beken ‏              | 84                                |
| 183                               | Luca De Meester ‏                  | 65                                |
| 184                               | Karl Patrick Lauk ‏ (طريق)         | 15                                |
| 185                               | Ludovic Robeet ‏                   | 73                                |
| 186                               | Kenneth Van Rooy ‏                 | لم يكمل السباق                    |
| 187                               | Nathan Vandepitte ‏                | 12                                |

| سبورت فلاندرين بالويس ‏ TFB | سبورت فلاندرين بالويس ‏ TFB | سبورت فلاندرين بالويس ‏ TFB |
| -------------------------- | -------------------------- | -------------------------- |
| م                          | عداء                       | مرتبة                      |
| 191                        | Ruben Apers ‏               | 30                         |
| 192                        | Lindsay De Vylder ‏         | لم يكمل السباق             |
| 193                        | Vito Braet ‏                | 25                         |
| 194                        | Tuur Dens ‏                 | لم يكمل السباق             |
| 195                        | Vince Gerits ‏              | لم يكمل السباق             |
| 196                        | Jules Hesters ‏             | لم يكمل السباق             |
| 197                        | Noah Vandenbranden ‏        | لم يكمل السباق             |

| Van Rysel–Roubaix ‏ VRL | Van Rysel–Roubaix ‏ VRL | Van Rysel–Roubaix ‏ VRL |
| ---------------------- | ---------------------- | ---------------------- |
| م                      | عداء                   | مرتبة                  |
| 201                    | توماس بودات            | 63                     |
| 202                    | Rait Ärm ‏              | 32                     |
| 203                    | Maxime Jarnet ‏         | 129                    |
| 204                    | صموئيل لورو ‏           | 66                     |
| 205                    | Jérémy Leveau ‏         | 67                     |
| 206                    | كيني مولي              | 118                    |
| 207                    | Norman Vahtra ‏         | 76                     |

| إتش بي بي تي بي – أوبير 93 ‏ AUB | إتش بي بي تي بي – أوبير 93 ‏ AUB | إتش بي بي تي بي – أوبير 93 ‏ AUB |
| ------------------------------- | ------------------------------- | ------------------------------- |
| م                               | عداء                            | مرتبة                           |
| 211                             | رودي باربير                     | لم يكمل السباق                  |
| 212                             | أنتوني مالدونادو                | 44                              |
| 213                             | Nicolas Debeaumarché ‏           | 86                              |
| 214                             | Théo Delacroix ‏                 | 45                              |
| 215                             | Flavien Maurelet ‏               | لم يكمل السباق                  |
| 216                             | Florian Rapiteau ‏               | 91                              |
| 217                             | Thomas Gachignard ‏              | 90                              |

| CIC U Nantes Atlantique ‏ UCN | CIC U Nantes Atlantique ‏ UCN | CIC U Nantes Atlantique ‏ UCN |
| ---------------------------- | ---------------------------- | ---------------------------- |
| م                            | عداء                         | مرتبة                        |
| 221                          | Enzo Boulet ‏                 | لم يكمل السباق               |
| 222                          | Noa Isidore ‏                 | 34                           |
| 223                          | Maël Guégan ‏                 | 11                           |
| 224                          | Jordan Jegat ‏                | 95                           |
| 225                          | Nolann Mahoudo ‏              | 83                           |
| 226                          | ايمانويل مورين               | 64                           |
| 227                          | Jon Rye-Johnsen ‏             | 61                           |

| Nice Métropole Côte d'Azur ‏ NMC | Nice Métropole Côte d'Azur ‏ NMC | Nice Métropole Côte d'Azur ‏ NMC |
| ------------------------------- | ------------------------------- | ------------------------------- |
| م                               | عداء                            | مرتبة                           |
| 231                             | Edouard Bonnefoix ‏              | 71                              |
| 232                             | Paul Hennequin ‏                 | 37                              |
| 233                             | Jonathan Couanon ‏               | 23                              |
| 234                             | Jean Goubert ‏                   | لم يكمل السباق                  |
| 235                             | Jean-Louis Le Ny ‏               | 94                              |
| 236                             | Julian Lino ‏                    | لم يكمل السباق                  |
| 237                             | Damien Girard (cyclist) ‏        | 56                              |

## التصنيف العام النهائي
| التصنيف العام         | التصنيف العام    | التصنيف العام             | التصنيف العام | التصنيف العام |
| العداء                | العداء           | الفريق                    | الوقت         |               |
| --------------------- | ---------------- | ------------------------- | ------------- | ------------- |
| 1                     | تيم ميرلير       | Soudal Quick-Step         | 4 س 25 د 34 ث |               |
| 2                     | Gerben Thijssen ‏ | Intermarché-Circus-Wanty  | + 0 ث         |               |
| 3                     | ماتيو موشيتي     | Q36.5 Pro Cycling Team ‏   | + 0 ث         |               |
| 4                     | ألكسندر كريستوف  | أونو اكس برو سايكلنج تيم ‏ | + 0 ث         |               |
| 5                     | Paul Penhoët ‏    | Groupama-FDJ              | + 0 ث         |               |
| 6                     | نيكولو بونيفازيو | Intermarché-Circus-Wanty  | + 0 ث         |               |
| 7                     | ارنو ديمار       | اركيا سامسيك              | + 0 ث         |               |
| 8                     | ألفارو هودج      | فريق الإمارات             | + 0 ث         |               |
| 9                     | آرنه ماريت ‏      | Intermarché-Circus-Wanty  | + 0 ث         |               |
| 10                    | Jason Tesson ‏    | TotalEnergies             | + 0 ث         |               |
|                       |                  |                           |               |               |
| مصدر: ProCyclingStats |                  |                           |               |               |

## وصلات خارجية
- الموقع الرسمي
- لمحة عن سباق جي بي دي فورميس 2023 على موقع  ProCyclingStats   (برو  سايكلنج  ستاتس) - إحصاءات  محترفي  الدراجات.
- جي بي دي فورميس 2023 على موقع إحصائيات الدراجات الإحترافية (الإنجليزية)